# Златина Недева
Златина Иванова Недева е българска актриса и режисьорка.

## Биография
Родена е в Трявна на 26 ноември 1878 г. Нейни сестри са драматичните артистки Невяна Тенева и Марта Попова. Получава средно образование в Търновската девическа гимназия през 1894. Завършва драматическо изкуство в Загреб при А. Фиян. Дебютира в Загребския народен театър с ролята на Елисавета в „Мария Стюарт“ от Фридрих Шилер. През 1903 г. е актриса в „Сълза и смях“. През 1904 – 1920, 1926 – 1930, 1932 – 1934 и 1936 – 1941 г. е актриса в Народния театър. От 1921 до 1924 г. работи в основания от нея пътуващ театър „Камерен театър“. През 1934 – 1935 г. е директор-режисьор на театрите в Плевен и Бургас.

## Роли
Златина Недева играе множество роли, по-значимите са:
- Анисия – „Силата на мрака“ от Лев Толстой
- Маша – „Три Сестри“ от Антон Чехов
- Василиса – „На дъното“ от Максим Горки
- Хеда Габлер – „Хеда Габлер“ от Хенрих Ибсен
- Фру Юлиана Гиле – „В ноктите на живота“ от Кнут Хамсун
- Кендида – „Кендида“ от Джордж Бърнард Шоу
- Мисис Чивли – „Идеалният мъж“ от Оскар Уайлд
- Медея – „Медея“ от Еврипид
- Зоя – „Борислав“ от Иван Вазов
- Мария – „Ивайло“ от Иван Вазов
- Вида – „Боряна“ от Йордан Йовков
- Г-жа Масларска – „Милионерът“ от Йордан Йовков
- Костанда – „Свекърва“ от Антон Страшимиров
- Г-жа Големанова – „Големанов“ от Ст. Л. Костов[1]

## Постановки
- „В ноктите на живота“ от Кнут Хамсун
- „Венецианският търговец“ от Уилям Шекспир
- „Свекърва“ от Антон Страшимиров
- „Доходно място“ от Александър Островски[1]